# ناوشکن لیوبلیانا

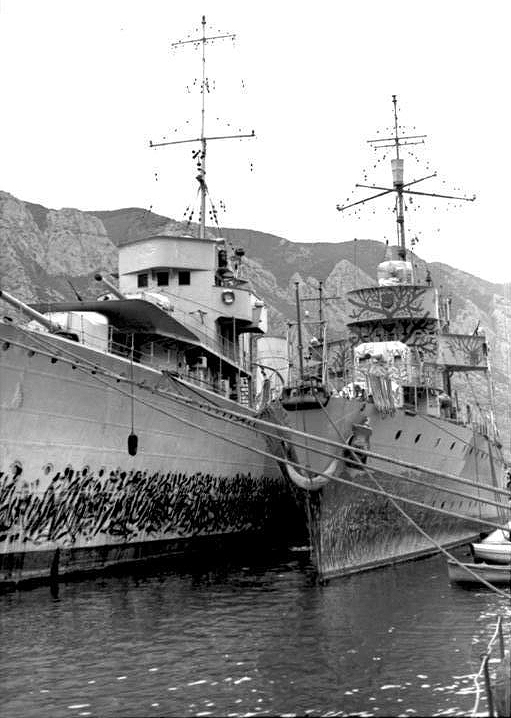
کشتی ناوشکن لیوبلیانا

ناوشکن لیوبلیانا (به انگلیسی: Yugoslav destroyer Ljubljana) یک کشتی بود که طول آن ۹۸ متر (۳۲۲ فوت) بود. این کشتی در سال ۱۹۳۸ ساخته شد.
لیوبلیانا (تلفظ صربی-کرواسی: [ʎubˈʎana]؛ سیریلیک Љубљана) سومین و آخرین ناوشکن کلاس بیوگراد بود که برای نیروی دریایی سلطنتی یوگسلاوی ساخته شد (به صربی کرواتی: Kraljevska mornarica, Раљица ,Мрна3  این کشتی به عنوان بخشی از یک لشکر به رهبری ناو دوبرونیک عمل می کرد. این ناوشکن در نوامبر 1939 وارد سرویس KM شد، با یک باتری اصلی چهار اسلحه اشکودا 120 میلی‌متری (4.7 اینچ) ، دو قبضه رو به جلو و دو قبضه در پشت کشتی رو به عقب مسلح می‌شد. حداکثر سرعت عملی 35 گره داشت (6)  کیلومتر در ساعت؛ 40 مایل در ساعت).